# سنجاب زمینی سیرا مادره
سنجاب زمینی سیرا مادره (نام علمی: Callospermophilus madrensis) نام یک گونه از سرده سنجاب‌های زمینی زرین‌پوش است.